# Hendrik de Cock
Hendrik de Cock (Veendam, 12 april 1801 – Groningen, 14 november 1842) was een Nederlandse predikant die aan de basis stond van de Afscheiding van 1834, die uiteindelijk leidde tot het ontstaan van zelfstandige gereformeerde kerken naast de Nederlandse Hervormde Kerk.
Na te hebben gestudeerd in Groningen werd hij predikant in achtereenvolgens Eppenhuizen (1824), Noordlaren (1827), Ulrum (1829) en Smilde (1835). De Cock was gehuwd met Frouwe Helenius Venema. Samen kregen ze zeven kinderen. Hun zoon Helenius de Cock werd later predikant en hoogleraar aan de theologische school te Kampen.

## Predikantschap in Ulrum voor 'de Afscheiding'
In Ulrum was De Cock de opvolger van Petrus Hofstede de Groot. Van gemeenteleden kreeg De Cock te horen dat zijn prediking diepgang miste. Hij nam die kritiek zo serieus dat hij zich ging verdiepen in de geschriften van Calvijn. Uiteindelijk kwam hij tot de conclusie dat de Bijbelse leer lang niet altijd in de kerk werd nageleefd. Vooral een bepaalde uitspraak van een van zijn kerkleden raakte De Cock diep ("Indien ik ook maar één zucht tot mijn zaligheid moest bijbrengen, was ik voor eeuwig verloren"). Zodoende verliet De Cock de minder orthodoxe richting van de Groninger Godgeleerden en ging hij over naar de orthodox-calvinistische groepering. Hij verwierp de nadruk op de opvoedende kracht van het evangelie, en gaf de erfzonde een nadrukkelijke plaats in zijn preken. In zijn brochure 'De schaapskooi van Christus aangetast door twee wolven' bediende De Cock zich van scherpe taal tegen twee collega's die het bevindelijk christendom als 'ziekelijke mystieken' wegzette.
Omdat hij openlijk kritiek spuide op zijn collega-predikanten, werd hij op 19 december 1833 (dus net voor de Kerst) door het kerkbestuur geschorst. Een half jaar later werd hij zelfs afgezet. Dit gebeurde tegen de wil van de kerkenraad van Ulrum die het niet kon bevatten dat een predikant werd afgezet die volgens de officiële belijdenisgeschriften preekte. Eveneens werd De Cock geconfronteerd met een aanklacht bij de synode.

## De periode van 'de Afscheiding'
De ontknoping kwam nog geen jaar later toen De Cock en zijn volgelingen (waaronder de voltallige kerkenraad van de Nederlandse Hervormde Kerk in Ulrum) zich op 13 oktober 1834 officieel afscheidden van de Nederlandse Hervormde Kerk. De volgende dag tekenden zij de Acte van Afscheiding of Wederkeering. Diegenen die verantwoordelijk waren voor het beheer van de kerkelijke goederen (kerkvoogden en andere notabelen), gingen hier niet in mee, met als gevolg dat De Cock en zijn afgescheiden kerkenraad geen gebruik meer konden maken van het kerkgebouw. Sinds de door de koning opgelegde kerkelijke herstructurering van 1816 waren namelijk alle kerkelijke goederen eigendom van de landelijke kerk.
In die tijd hadden verenigingen een machtiging van de koning nodig, maar koning Willem I gaf die niet; bij wijze van sanctie werden soldaten ingekwartierd bij de Afgescheidenen (dragonnade). De Cock werd zelfs vanwege 'verstoring van de rust' tot drie maanden gevangenisstraf veroordeeld en met zijn gezin uit de pastorie gezet.
Na korte tijd liep het aantal volgelingen in de duizenden (door anderen werden ze spottend Cocksianen genoemd). Behalve de afgescheidenen uit Ulrum gingen namelijk nog een aantal andere Hervormde gemeenten mee. Deze afscheidingsbeweging kreeg de naam De Afscheiding en heette in eerste instantie de Christelijke Afgescheiden Kerk. De Gereformeerde gemeente van Burum werd in in 1835 persoonlijk door Hendrik de Cock gesticht als eerste gereformeerde kerkelijke gemeenschap van Nederland. Alleen al in Groningen en Drenthe waren in 1836 al meer dan dertig afgescheiden kerken. De Cock deed pastoraat voor een groot gebied, aanvankelijk heel deze regio, leidde andere voorgangers op, en schreef talloze brochures waarin hij zijn ideeën uiteenzette.

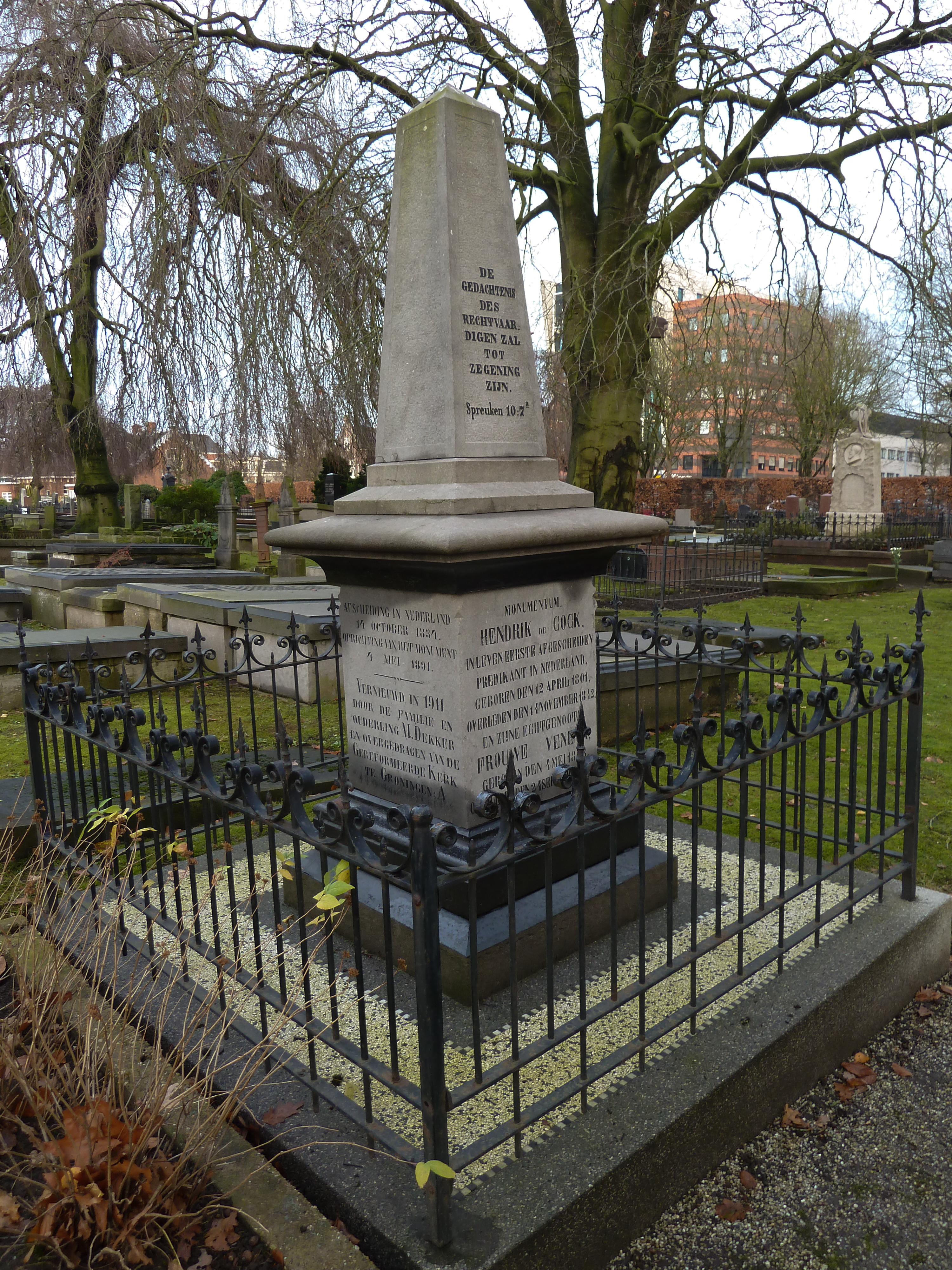
Het graf van De Cock op de Zuiderbegraafplaats in Groningen

## Oost-Friesland en Bentheim
De Cock wist ook aanhangers te bekeren in het tegenwoordige Duitsland, met name in het Graafschap Bentheim en Oost-Friesland.  In 1838 bekeerde en doopte hij een inwoner van Uelsen bij Bentheim, en in 1840 iemand uit Bad Bentheim zelf. Talrijke kleine groepen uit met name Bentheim, en later Oost-Friesland volgden. Uit deze groepen Kocsianer ontstond de in Duitsland altreformierte Kirche genaamde kerk. De meeste Bentheimer volgelingen van De Cock emigreerden later in de 19e eeuw naar de Verenigde Staten. Vroege Oostfriese kerkgemeenten ontstonden in: Campen (Krummhörn) 1854, Emden 1856, Bunde 1858, Ihrhove 1860 en Neermoor 1861. Het kerkgenootschap is blijven bestaan als Evangelisch-altreformierte Kirche.

## De periode na 'de Afscheiding'
Na zijn overlijden op 14 november 1842 heeft ds. H.J. de Wind een lijkrede uitgesproken naar aanleiding van Hebreeën 13 vers 7: "Gedenkt uwer voorgangeren, die u het Woord Gods gesproken hebben; en volgt hun geloof na, aanschouwende de uitkomst hunner wandeling." Hendrik de Cock ligt begraven op de Zuiderbegraafplaats aan de Hereweg in de stad Groningen. Toen De Cock overleed waren nog vijf van zijn zeven kinderen in leven.